# Étienne Barroil
Étienne Barroil (Marseille, 25 février 1851 - Paris 10e, 16 janvier 1928) est un écuyer français.

## Biographie
Commentateur de Charles Raabe dont il est l'élève, et à travers lui du bauchérisme. Il publie en 1887 L'Art équestre. Traité raisonné de haute école d'équitation, préfacé par son maître et illustré par Charles Gustave Parquet. Inspiré par les travaux de Muybridge sur la locomotion du cheval, il étudie les appuis et levers des sabots.